# 小林市立永久津中学校
小林市立永久津中学校（こばやししりつ ながくつちゅうがっこう）は、宮崎県小林市北西方にある公立の中学校。

## 概要
歴史
1947年（昭和22年）の学制改革により、新制中学校として創立。現校名となったのは1950年（昭和25年）。2022年（令和4年）に創立75周年を迎えた。
校訓
「誠心誠意・一心不乱・切磋琢磨」- 「一心不乱」は1992年（平成4年）に、それ以外は1999年（平成11年）に制定。
校章
霧島山と羽ばたく鳥の絵を組み合わせたものを背景にして、中央に「中」の文字を配している。
校歌
1958年（昭和33年）制定。作詞は長嶺宏、作曲は海老原直による。歌詞は3番まであり、各番の歌詞中に校名の「永久津」が登場する。
校区
- 小林市立永久津小学校区[1]

## 沿革
- 1947年（昭和22年）- 学制改革が行われる（六・三制の実施）。
  - 4月1日 - 国民学校の初等科が、新制小学校「小林町立永久津小学校」に改組・改称。
  - 4月30日 - 新制中学校の設置が認可される。初代校長に浜川巌が着任。
  - 5月8日 - 国民学校の高等科は、青年学校の普通科とともに、新制中学校「小林町立永久津中学校」に改組・改称。小林町内中学校6校の合同開校式が小林町立小林小学校で開催される。
- 1949年（昭和24年）
  - 4月 - 新校舎が完成し、移転を完了。
- 1950年（昭和25年）4月1日 - 小林市の発足（小林町の市制施行）により、「小林市立永久津中学校」（現校名）に改称。
- 1958年（昭和33年）3月11日 - 校歌を制定。
- 1972年（昭和47年）2月 - 新校舎の一部が完成。
- 1973年（昭和48年）1月 - 新校舎（全普通教室）が完成。
- 1980年（昭和55年）2月 - 新校舎（特別教室）が完成。
- 1984年（昭和59年）9月 - プールが完成。
- 1990年（平成2年）11月 - イチイガシを学校の木に制定。
- 1991年（平成3年）7月 - 体育館を改築。
- 1992年（平成4年）4月 - 校訓「一心不乱」を制定。
- 1999年（平成11年）4月 - 教育目標・校訓を制定。
- 2001年（平成13年）
  - 2月 - 彼岸花を学校の花に制定
  - 3月 - 校舎の改築が完了し、新校舎への移転を完了。
- 2009年（平成21年）4月1日 - 小林市立永久津小学校との間に、連携型の小中一貫教育を開始。
- 2010年（平成22年）4月 - PTA組織を小中合同に改編。

## アクセス
最寄りの鉄道駅
- JR九州 吉都線「小林駅」

最寄りのバス停
- 小林市コミュニティバスのりやいバスおうらい 「永久津小前」停留所

最寄りの幹線道路
- 宮崎県道404号石阿弥陀五日市線

## 周辺
- 永久津保育園
- 上永九津公民館
- 永久津簡易郵便局（2022年（令和4年）8月から再開[2]）